# Krokant

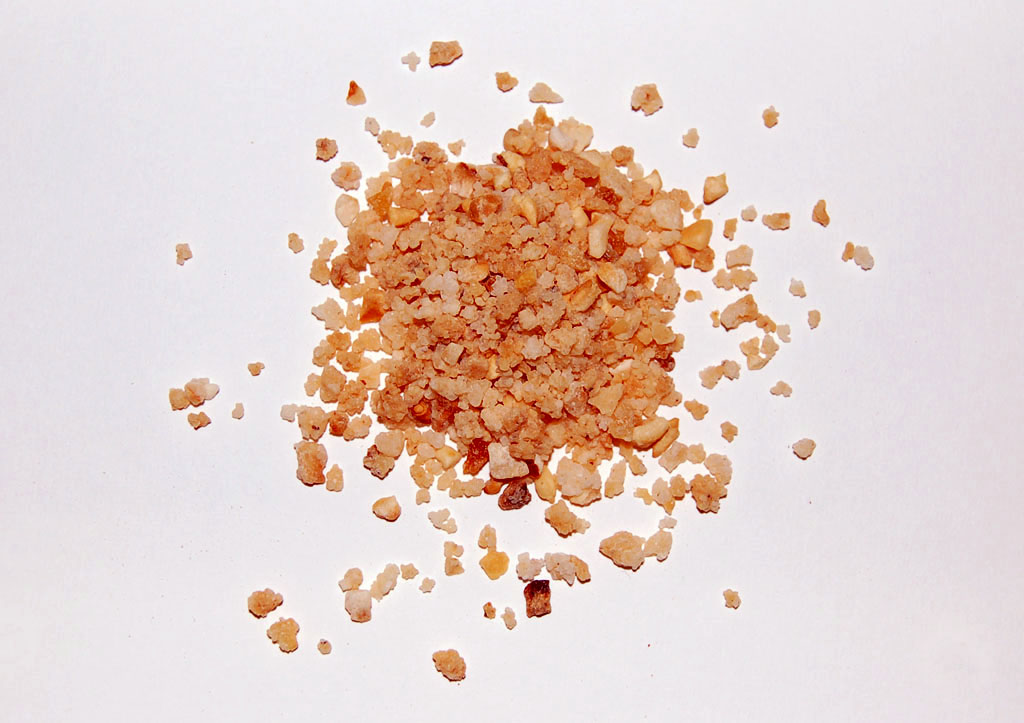
Krokant

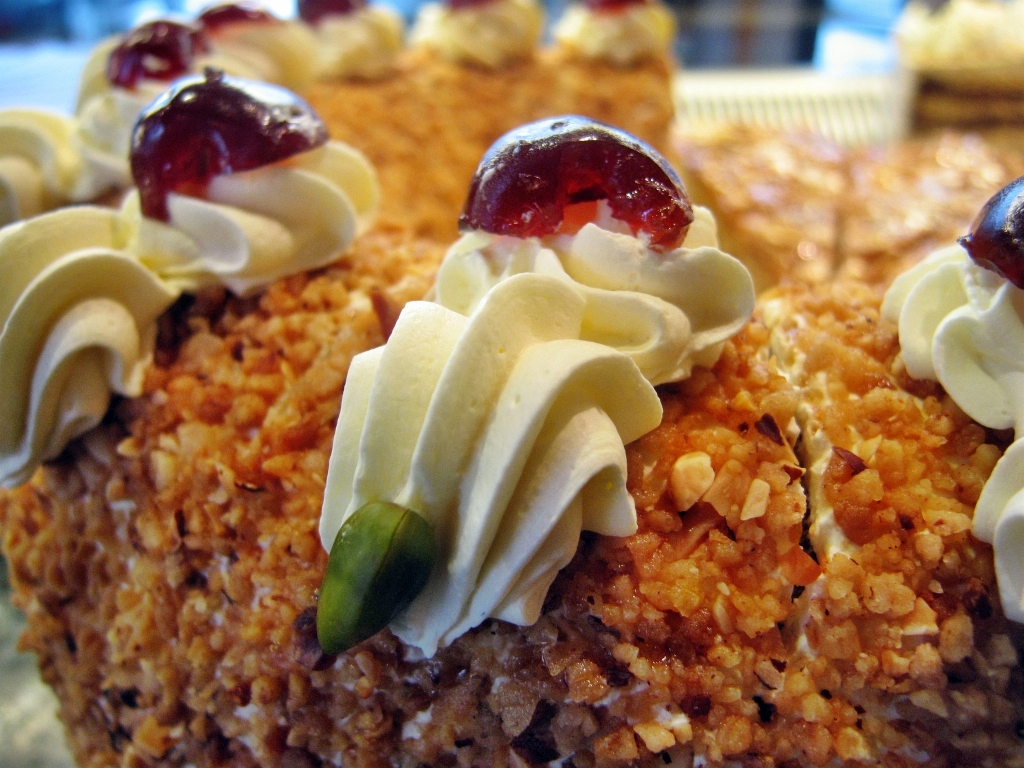
Ciasto udekorowane krokantem

Krokant – posypka cukiernicza wykonana z masła, cukru i siekanych migdałów (lub orzechów). Ma postać drobnych, chrupiących kawałków migdałów lub orzechów w cukrowej glazurze, które otrzymuje się w procesie łagodnego prażenia. Wykorzystywana do dekoracji ciast (tortów), lodów i innych deserów. Dostępny także jako gotowy artykuł stosowany w branży cukierniczej.

## Skład i wykonanie

### Składniki
- masło
- cukier
- migdały lub orzechy

### Wykonanie
Masło (dwie łyżki ~ 29g) należy roztopić na patelni. Następnie dodać cukier (pół szklanki ~ 110g) i posiekane orzechy lub migdały (~100g). Całość przyrumienić. Otrzymaną masę wykłada się na natłuszczoną blachę i po wystygnięciu kruszy.